# Barmherzigkeitskirche (Krakau-Nowy Świat)
Die Barmherzigkeitskirche (polnisch Kościół Bożego Miłosierdzia) in Krakau ist eine katholische Barockkirche an der ul. Bożego Miłosierdzia im Stadtteil Nowy Świat westlich der Krakauer Altstadt auf der linken Weichselseite.

## Geschichte
Die Kirche wurde nach 1550 im westlichen Krakauer Vorort Smoleńsk (dessen Teil später Smoleńsk Duchowny bzw. Bożego Miłosierdzia nach der Kirche genannt wurde) unweit der Stadtmauer als Votivkirche für den in diesem Jahr Verstorbenen Jan Żukowski errichtet. Die Kirche wurde in den Jahren von 1626 bis 1629 im frühbarocken Stil ausgebaut. Seit 1649 wird sie von der Wawel-Kathedrale verwaltet. Da sie außerhalb der Stadtmauer lag, wurde sie 1655 bei der Schwedischen Sintflut geplündert und stark beschädigt. Sie wurde wieder aufgebaut und 1665 neu eingeweiht. In den Jahren von 1905 bis 1910 wurde die Kirche unter Leitung von Jan Sas-Zubrzycki restauriert.

## Galerie

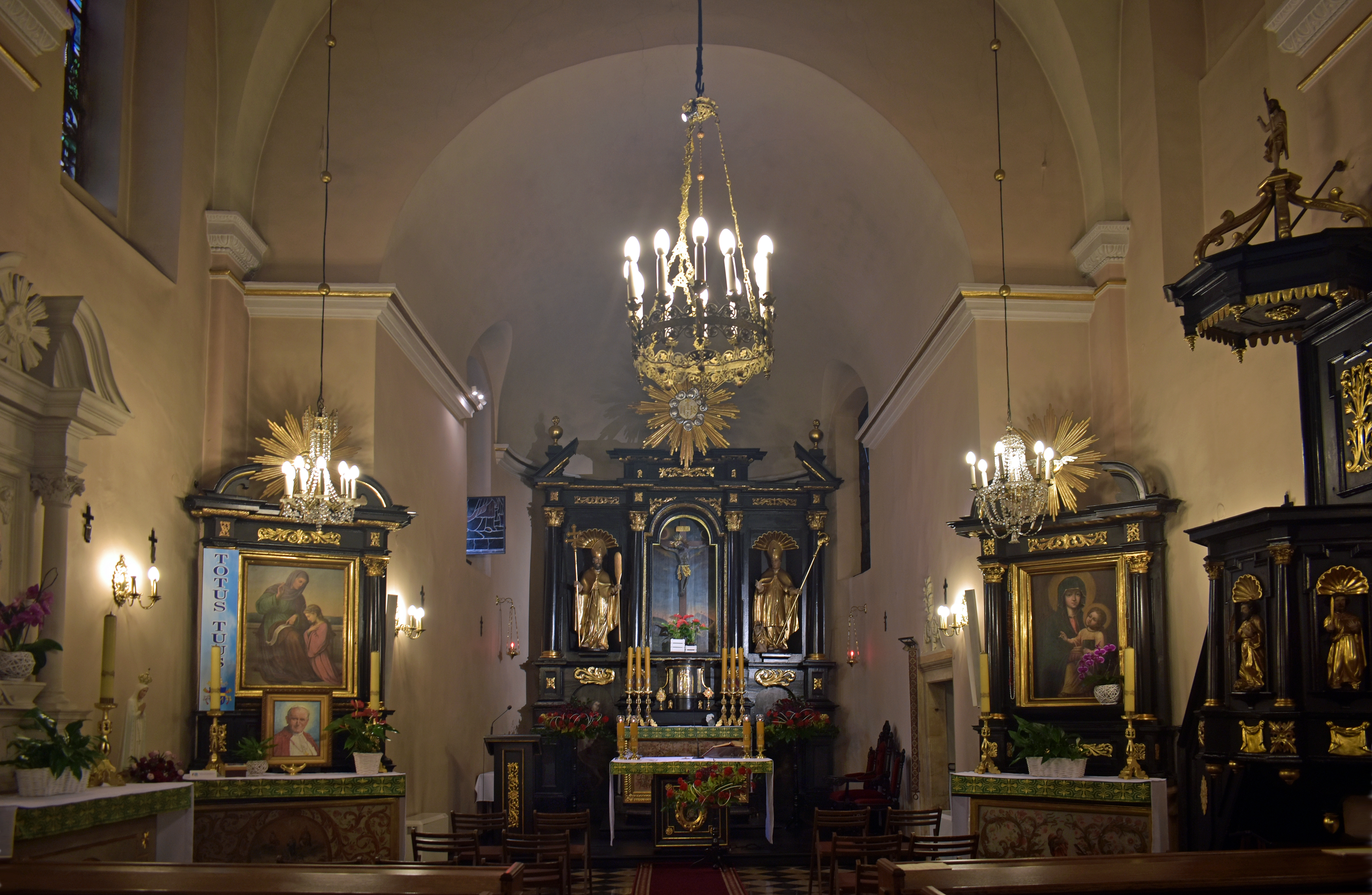
Innenraum
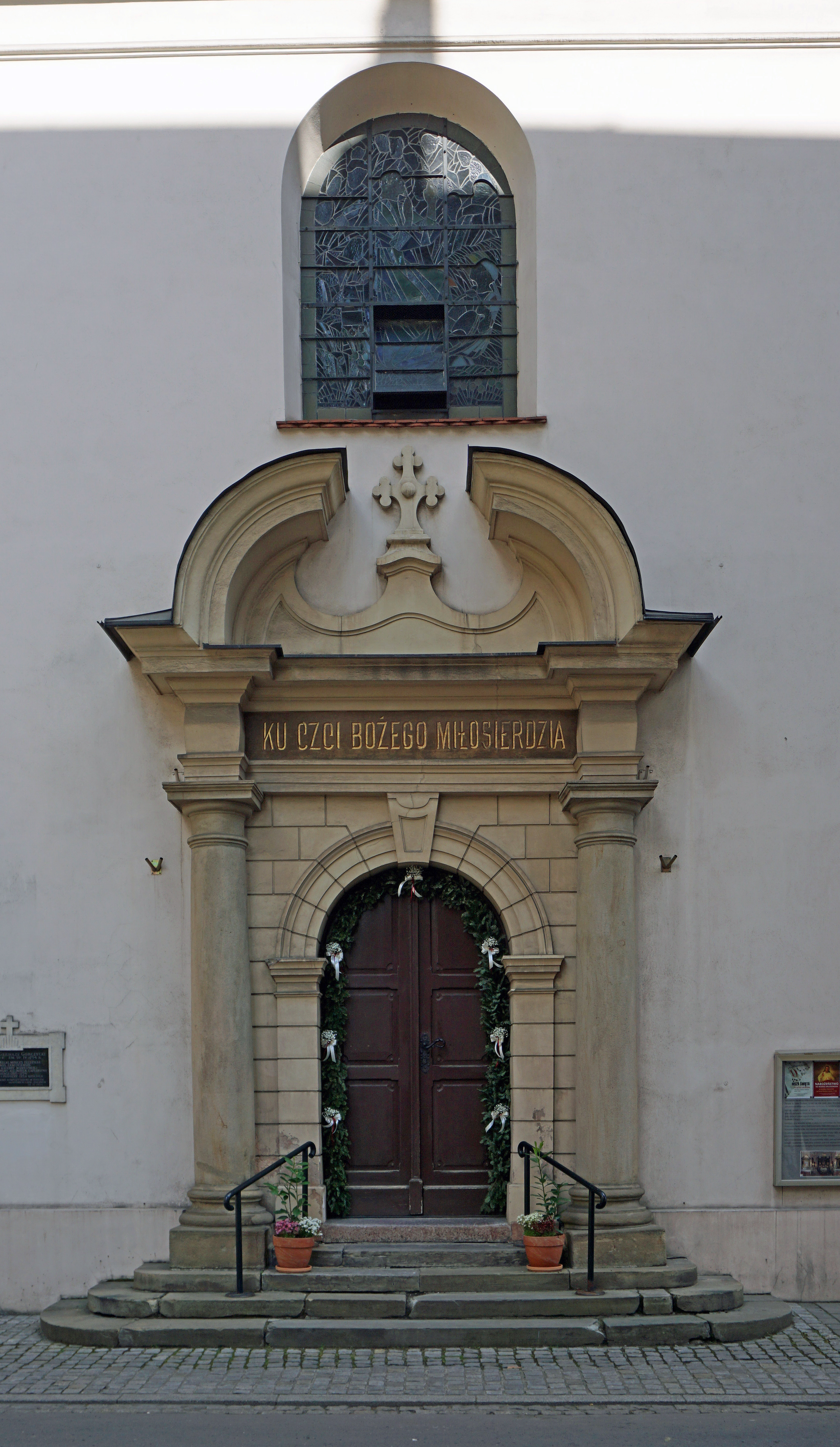
Portal